# 陡山河乡
陡山河乡，是中华人民共和国河南省信阳市新县下辖的一个乡镇级行政单位。

## 行政区划
陡山河乡下辖以下地区：
陡山河村、烂泥冲村、扶前湾村、胡冲村、大塘村、刘湾村、塘湾村、白马山村、张湾村、李湾村、白沙关村、槐店村、刚店村、柳林河村和连康山村。